# Storuman
Storuman ( OUÇA A PRONÚNCIA) é uma pequena cidade da província histórica da Lapónia, no Norte da Suécia. É a sede do município de Storuman, pertencente ao condado de Västerbotten. Tem uma área de 2,59 km² e uma população de 2 188 habitantes (2018). Está localizada à beira do extremo sul do lago Storuman, na bacia hidrográfica do rio Ume (Umeälven).
Fica a 90 km a noroeste da cidade de Lycksele. A localidade cresceu em dimensão, acompanhando a chegada da linha férrea do interior.

## Etimologia
O nome geográfico Storuman foi atribuido à localidade por alusão à estação ferroviária de Storuman, localizada junto ao lago Storuman. O nome original da povoação em lapão é Lusspie, significando ”foz de um lago”, em referência ao local da localidade.

## Comunicações
Storuman é atravessada pelas estradas europeias E45 (Karesuando-Gotemburgo) e E12 (Karesuando-Gotemburgo), assim como pela linha férrea do interior (Gällivare – Kristinehamn).

Storuman
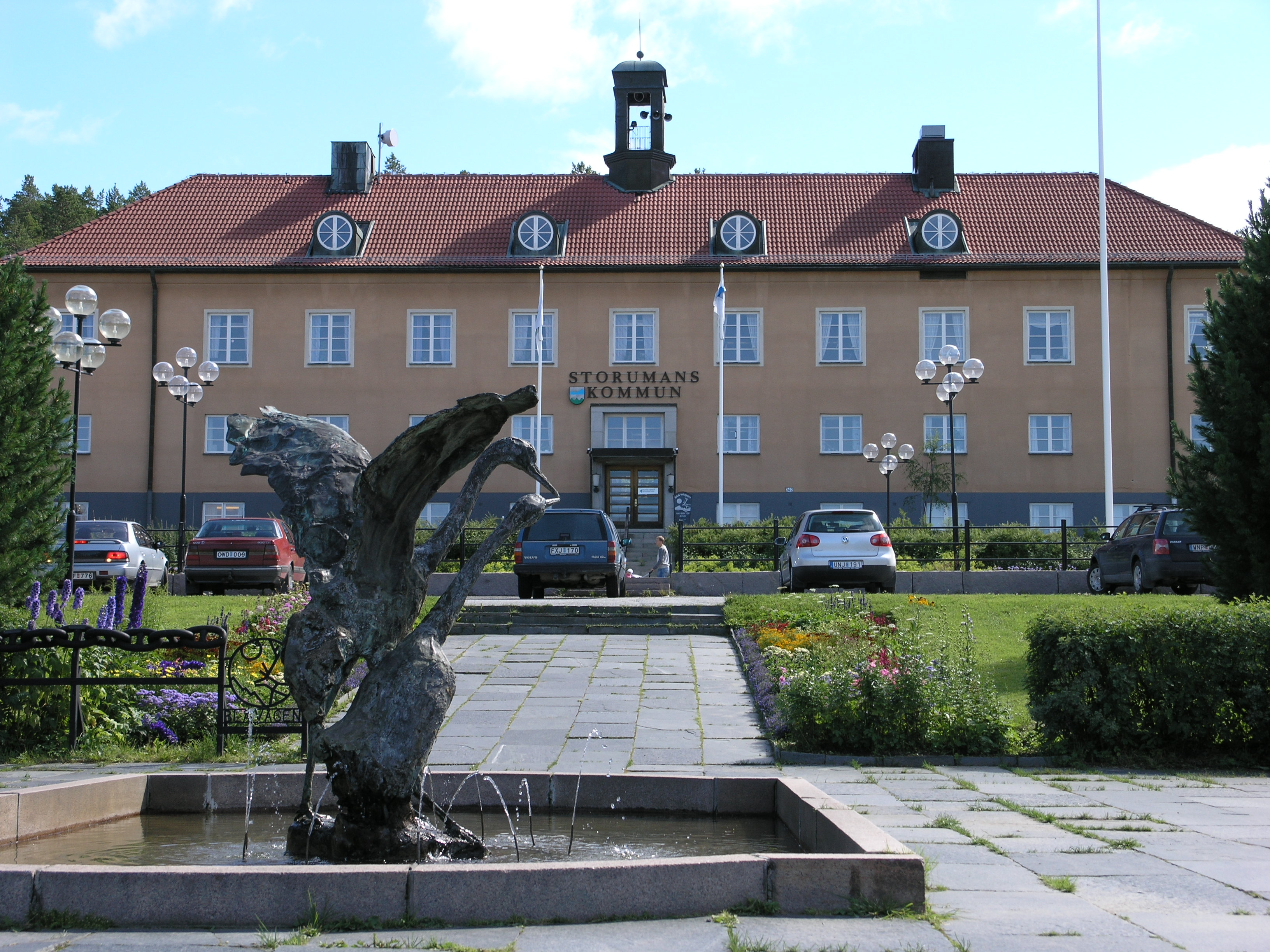
A câmara municipal (prefeitura) do município de Storuman
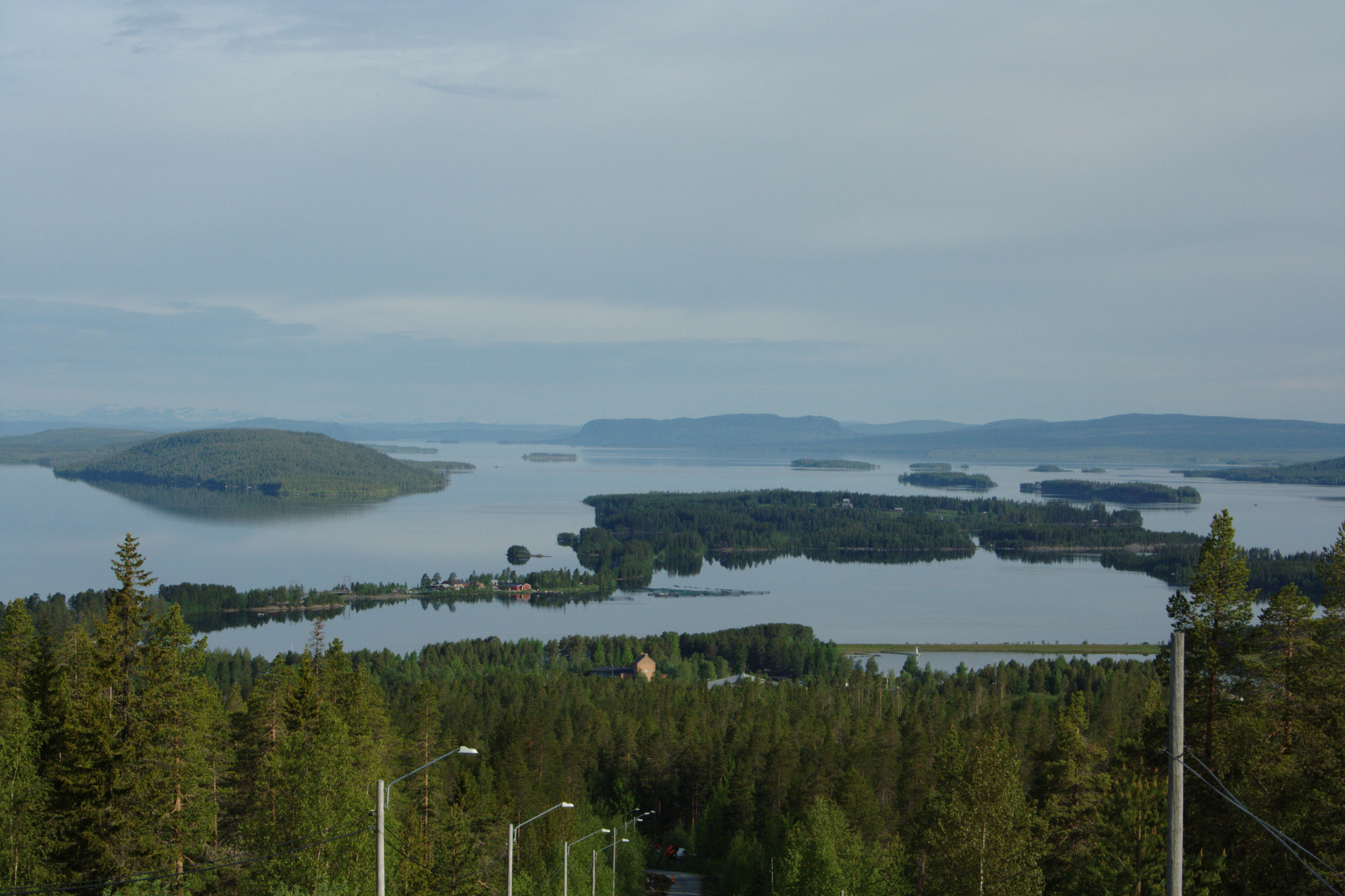
O lago Storuman